# کالدونیا (داکوتای شمالی)
کالدونیا(به انگلیسی: Caledonia) شهری در ایالت داکوتای شمالی کشور ایالات متحده آمریکا است که جمعیت آن در سرشماری سال ۲۰۱۰ میلادی، ۳۹ نفر بوده‌است.